# Short Stirling
Short Stirling là máy bay ném bom hạng nặng 4 động cơ đầu tiên của Anh trong Chiến tranh thế giới II. Stirling được thiết kế và chế tạo bởi Short Brothers theo yêu cầu của Bộ không quân từ năm 1936, Stirling đưa vào trang bị năm 1941. Stirling được sử dụng làm máy bay ném bom trong một thời gian ngắn, sau đó nó chuyển về tuyến hai để thực hiện các nhiệm vụ khác từ năm 1943 khi các loại máy bay ném bom 4 động cơ khác của RAF được đưa vào sử dụng như Handley Page Halifax và Avro Lancaster

## Quốc gia sử dụng
Bỉ
- Trans-Air[1][2]

 Ai Cập
- Không quân Ai Cập[3]

 Germany
- KG 200[4]

 Anh Quốc
- Không quân Hoàng gia[5][6]

## Tính năng kỹ chiến thuật (Short Stirling I)

### Đặc điểm riêng
- Tổ lái: 7
- Chiều dài: 87 ft 3 in (26,6 m)
- Sải cánh: 99 ft 1 in (30,2 m)
- Chiều cao: 22 ft 9 in (6,9 m)
- Diện tích cánh: 1.460 ft² (135,6 m²)
- Trọng lượng rỗng: 46.900 lb (21.274 kg)
- Trọng lượng có tải: 59.400 lb (26.944 kg)
- Trọng lượng cất cánh tối đa: 70.000 lb (31.752 kg)
- Động cơ: 4 × Bristol Hercules II, 1.375 hp (1.025 kW) mỗi chiếc

### Hiệu suất bay
- Vận tốc cực đại: 255 mph (410 km/h)
- Vận tốc hành trình: 200 mph (320 km/h)[7]
- Tầm bay: 2.330 mi (3.750 km)
- Trần bay: 16.500 ft (5.030 m)
- Vận tốc lên cao: 800 ft/phút (4 m/s)
- Lực nâng của cánh: 44,9 lb/ft² (219,4 kg/m²)
- Lực đẩy/trọng lượng: 0,093 hp/lb (0,153 kW/kg)

### Vũ khí
- 8 súng máy Browning 0.303 in (7,7 mm)
- Lên tới 14.000 lb (6.350 kg) bom[8]